# Giulio Licinio
Giulio Licinio, celým jménem Giulio Licinio da Pordenone (1527 Benátky – 28. dubna 1591 Benátky) byl italský malíř působící v Benátkách, Augsburgu, Vídni, Bratislavě a v Praze. Ve službách císaře Ferdinand I. i Maxmiliána II. Habsburského působil jako portrétista. Pro Rudolfa II. zprostředkovával nákupy obrazů benátských malířů. Navzdory jen krátkodobým pobytům v Praze je v Liciniových pozdních dílech patrný vliv dvorních malířů rudolfínské Prahy.

## Život a dílo
Giulio Licinio se narodil do rozvětvené benátské malířské rodiny. Giuliův otec Arrigo pracoval v dílně svého známějšího bratra Bernardina Licinia (1489?–1560?), v níž se Giulio vyškolil. Společným dílem strýce a synovce byl obraz pro kapli kostela San Francesco v Manfredonii (1550). Následující Portrét muže se synem je prvním obrazem, který malíř signoval a datoval (1552), nezapře poučení Tizianovým koloritem.

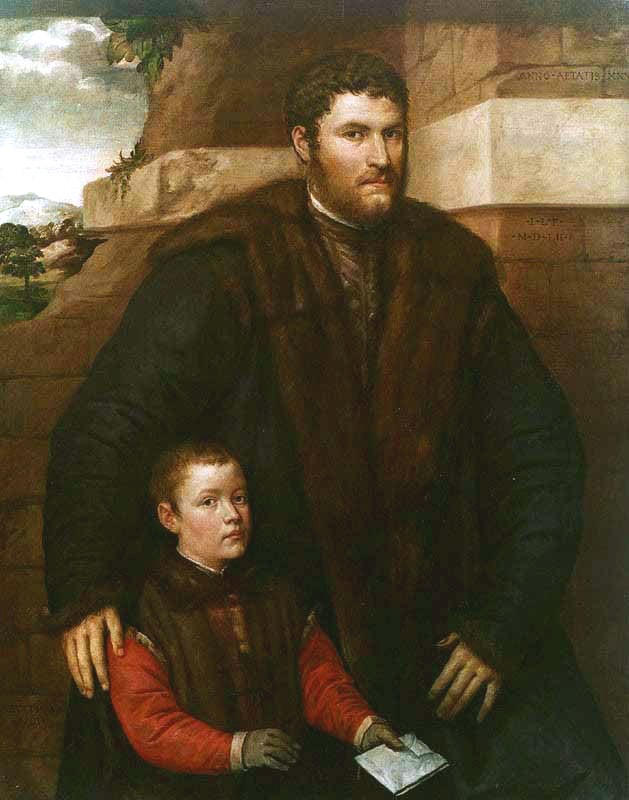
Portrét muže se synem (1552, soukromá sbírka, Londýn)

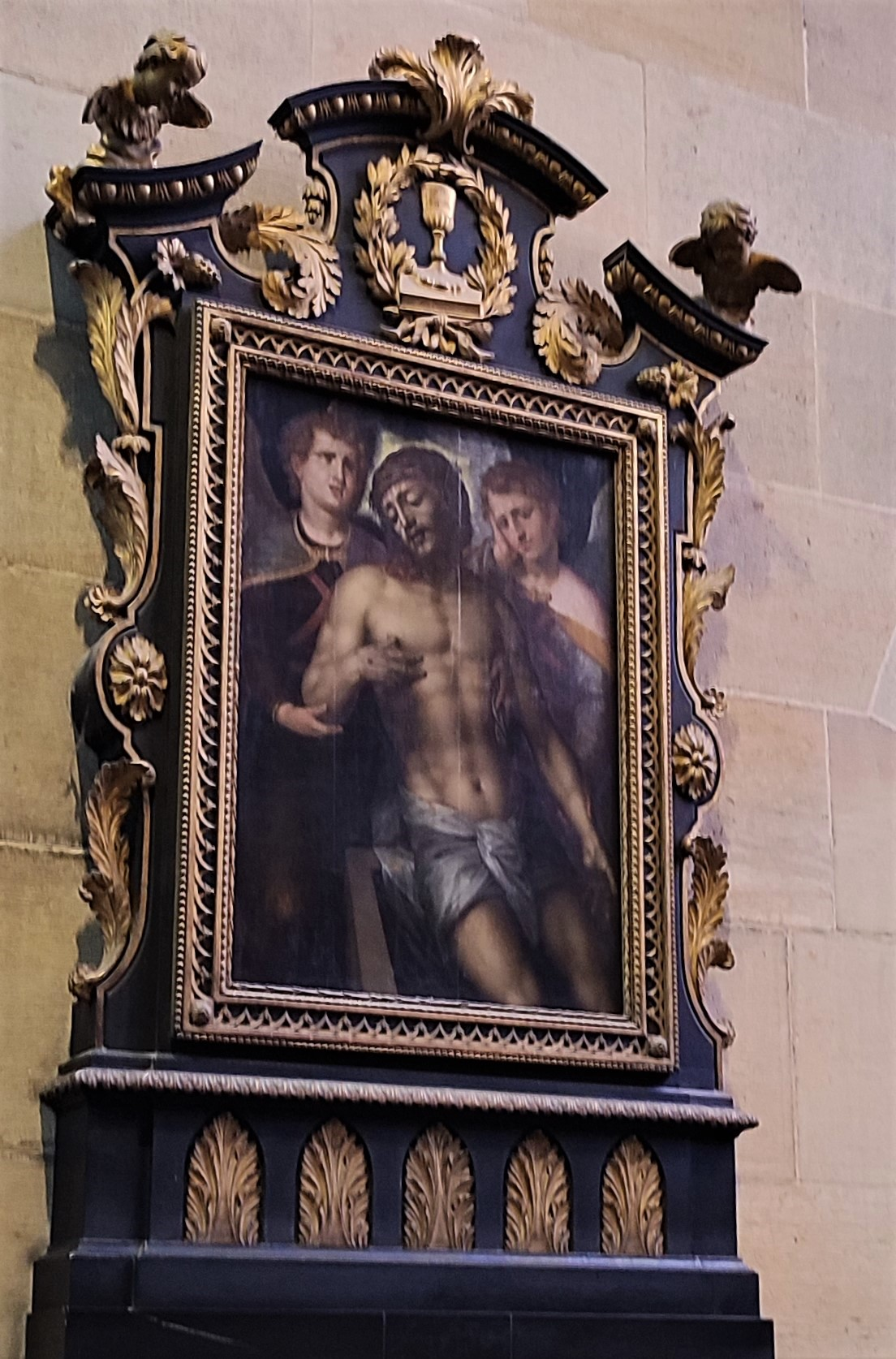
Mrtvý Kristus mezi anděly, 1578–1579, Katedrála sv. Víta v Praze

Protože v Benátkách v té době byla obdivována především díla Tizianova a Tintorettova, ostatní benátští malíři měli značně omezený přístup k novým zakázkám. Výjimkou byla soutěž na výzdobu kazetového stropu Knihovny sv. Marka v Benátkách (1556). Komisi předsedal stavitel Knihovny Jacopo Sansovino (1486-1570) se svým přítelem Tizianem (1488–1576). Každý ze sedmi mladých benátských malířů dostal za úkol namalovat do tří z celkových 21 nástropních polí antické bohy a bohyně jako alegoriel umění a ctností. Giulio Licinio v soutěži vymaloval 10. pole obrazem Bdělost a Obětavost, v 11. poli Apoteóza Slávy, Krásy a Píle a ve 12. poli (Boj a Ctnosti) byla zničena a nahrazena plastikou (1615). Zlatý řetěz jako cenu pro vítěze tehdy získal Paolo Veronese, malíř o rok starší než Licinio, za obraz Hudba. Asi v téže době vznikl Giuliův obraz Obrácení sv. Pavla a jeho skica, (nyní v Museo Castelvecchio, Verona).
Rok 1559 byl pro Giulia Licinia zlomový, neboť ho císař Ferdinand I. Habsburský (1503–1564) pozval jako dvorního portrétistu do Augsburgu. V roce 1561 zde vyzdobil freskami s mytologickými a alegorickými náměty fasády dvou domů patřících obchodníkovi Hieronymovi Rehlingerovi (dnes nedochované). Současně si v Augsburgu otevřel vlastní dílnu, což vyvolalo reakci členů místního malířského cechu, kteří ho považovali za nežádoucího konkurenta. Po Ferdinandově smrti císař Maxmilián II. (1527–1576) Giulia potvrdil ve funkci dvorního malíře (1565) a pověřil ho výzdobou zámku Neugebäude u Vídně. Během těchto prací se seznámil s Bartholomeem Sprangerem a Hansem Montem, s nimiž se spolupodílel na malířské a štukové výzdobě zámeckých interiérů. Mezi léty 1562 až 1570 Giulio a jeho bratr Giovanni Antonio Licinio (1515?–1576) vyzdobili královskou kapli Bratislavského hradu. Z tohoto období pochází drobný portrét habsburské princezny Alžběty v Uměleckohistorickém muzeu ve Vídni a soubor 8 obdélných panelů se scénami z Historie starověkého Říma (po 1566). Původně se nacházely v kunstkomoře císaře Rudolfa II., ale roku 1648 se staly kořistí švédských vojsk. Dodnes se z celé této císařské kolekce zachovala Vídni vůbec největší Liciniova kompozice Triumfální návrat římského vojska s kořistí z vítězného tažení. Ostatní jsou rozptýleny do sbírek v Londýně, Budapešti a jinde. Ve sbírkách Rudolfa II. byly také nejméně tři desky zobrazující Héraklovy hrdinské činy, (dnes v Ermitáži v Petrohradu).

### Praha
Kristus v hrobě mezi dvěma anděly nebo Pieta mezi anděly, olejomalba na dřevěné desce, na severním oltáři v Thunovské kapli katedrály sv. Víta na Pražském hradě, datovaný do let 1579–1580, nebo až po roce 1580, je pravděpodobně jediný, v Čechách dochovaným obraz, připisovaný Giuliu Liciniovi.
Již před přesunem císařova dvora z Vídně do Prahy (1583) se Giulio Licinio opakovaně vracel do Benátek. Bydlel zde v domě zděděném po otci a doufal v možnost podílet se na úpravách interiérů Dóžecího paláce, poškozených požáry z let1574 a 1577. Současně nakupoval díla malířů benátské školy pro sbírky Rudolfa II., ale v roce 1587 požádal z důvodu věku o uvolnění z císařových služeb a o doplatek za nezaplacené služby. Poslední částka byla vyplacena až dva roky po smrti (1593), která ho zastihla v Benátkách 28. dubna 1591.

## Umělecko-historický význam díla Giulia Licinia
Letohrádek Simmering u Vídně, Královský letohrádek a letohrádek Hvězda v Praze inspirovaly císaře Maxmiliána II. ke stavbě letohrádku Neugebäude u Vídně, s níž se začalo roku 1569 pod vedením Jacopa Strady, malby se uskutečnily až po Maxmiliánově smrti roku 1578 podle vůle císaře Rudolfa II. S jeho dvorem Licinio přešel do Vídně i do Prahy, kde se jeho benátský styl, původně vykazující vliv Andrey Schiavona (1510/15–1563) a Paola Veroneseho (1528–1588), měnil pod vlivem rudolfínských malířů, takže jeho tvorba nevnesla rysy vrcholné italské (benátské) renesance do malířské tvorby "pražské manýristické školy".

## Galerie

Oslava slávy, krásy a píle
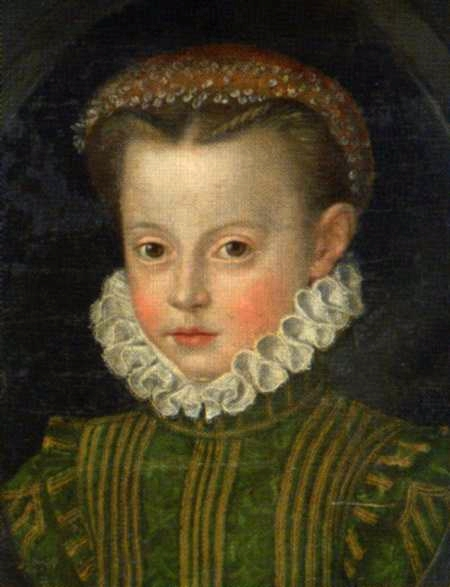
Alžběta Rakouská
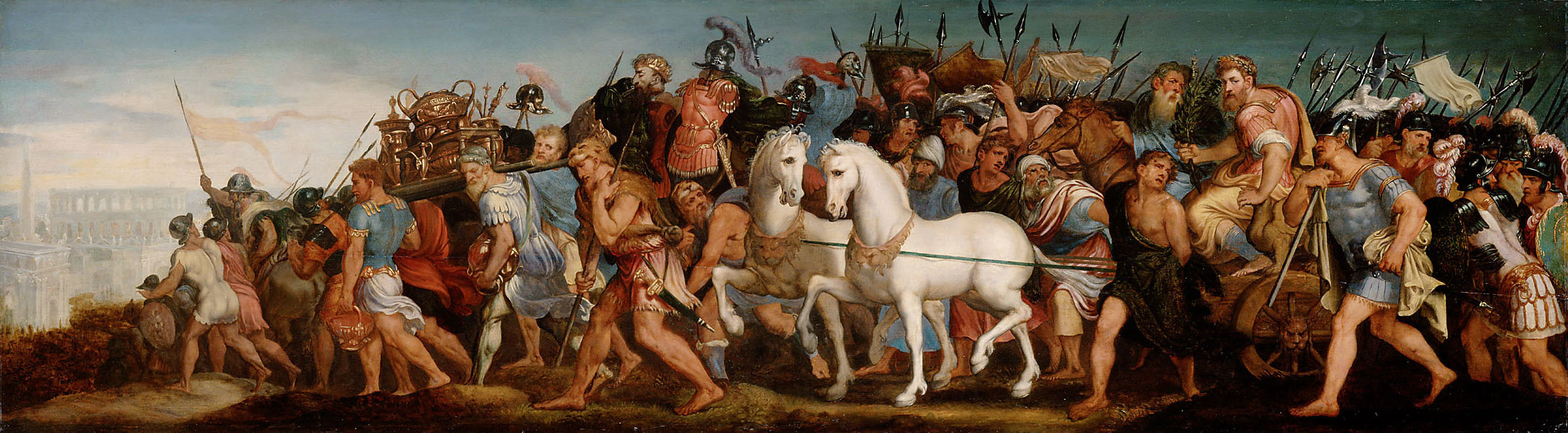
Triumfální průvod Římanů
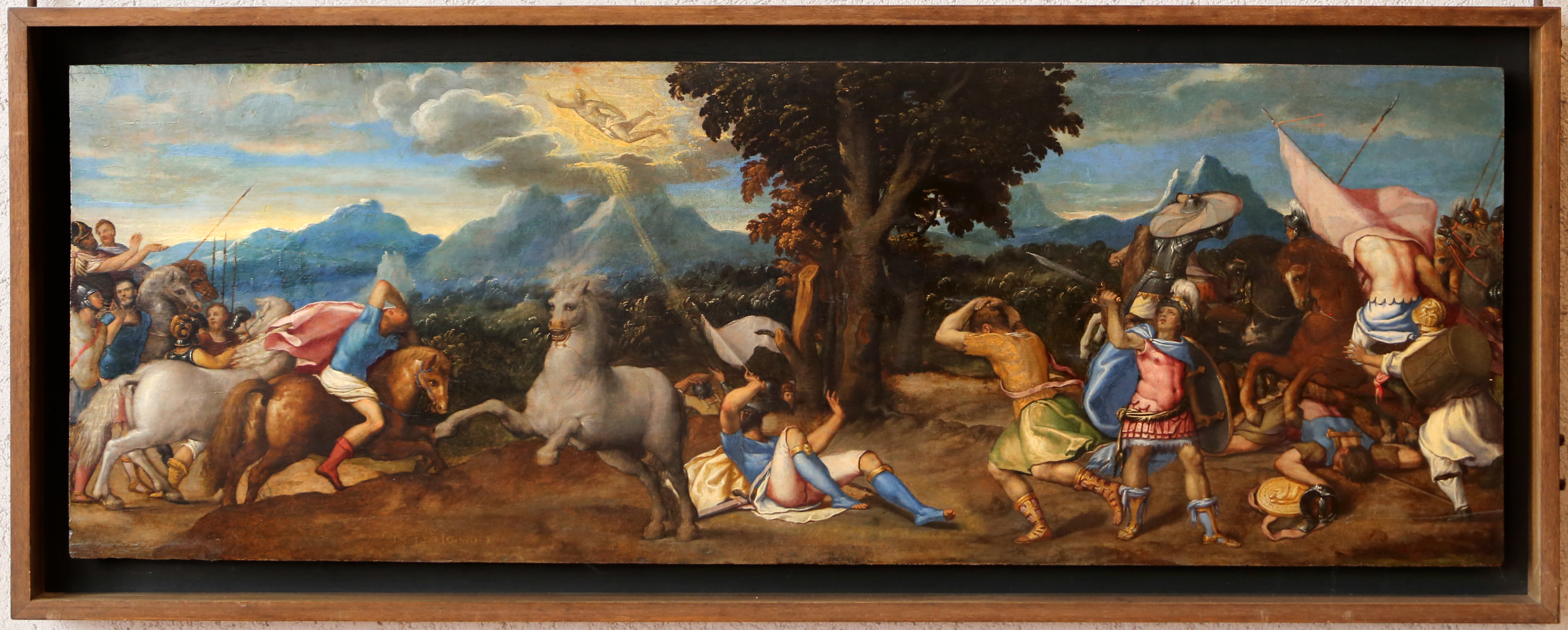
Obrácení sv. Pavla